# Élections législatives de 2006 en république démocratique du Congo
Les élections législatives de la république démocratique du Congo ont eu lieu en même temps que l’élection présidentielle, le 30 juillet 2006.

## Mode de scrutin
La RDC est dotée d'un parlement bicaméral composé d'une chambre haute élue au scrutin indirect, le Sénat et d'une chambre basse élue au suffrage universel direct, l'Assemblée nationale.
Cette dernière, la seule concernée par ces élections, est composée de 500 sièges dont les membres sont élus pour cinq ans selon un système mixte. 60 députés sont ainsi élus au scrutin uninominal majoritaire à un tour dans autant de circonscriptions, tandis que les 440 députés restants sont élus au scrutin proportionnel avec listes ouvertes dans 109 circonscriptions plurinominales.
Les électeurs votant pour la liste d'un parti ont la possibilité d'utiliser un vote préférentiel pour un seul nom afin de monter la place d'un candidat dans la liste pour laquelle il se présente, la répartition des sièges obtenus par ces dernières se faisant par la suite selon la méthode dite du plus fort reste.

## Partis et candidats
La Commission électorale indépendante a validé 9500 candidatures (dont 8757 ont été publiées dans les listes).
Quelque 203 partis politiques ont des candidats se présentant pour les élections législatives, près de 702 candidats sont indépendants à travers le pays.
Seuls treize partis présentent des candidats dans les onze provinces : le PPRD (496 candidats) ; MLC (448), RCD-Goma (365) ; Mouvement social pour le Renouveau (376) ; Forces du Renouveau (270) ; Démocratie chrétienne (210) ; UREC et Alliés (205) ; PALU (198) ; Camp de la Patrie (193) ; du PANU (191) ; plate-forme Renaissance (173) ; MPR-Fait privé (116) et UDPS-Ngoy Mukendi (60).
| Liste des partis                                                                              |                  |           |
| Parti                                                                                         | Sigle            | Candidats |
| --------------------------------------------------------------------------------------------- | ---------------- | --------- |
| Action démocrate nationale                                                                    | ADENA            | 17        |
| Action républicaine pour le progrès                                                           | ARP              | 23        |
| Alliance africaine pour la solidarité et la démocratie                                        | ASOD             | 13        |
| Alliance congolaise des démocrates chrétiens                                                  | ACDC             | 58        |
| Alliance des bâtisseurs du Kongo                                                              | ABAKO            | 29        |
| Alliance des compatriotes pour le salut public                                                | ACSP             | 4         |
| Alliance des démocrates congolais                                                             | ADECO            | 132       |
| Alliance des Démocrates Libéraux Radicaux                                                     | ADEL/RADICALE    | 1         |
| Alliance des fédéralistes démocrates du Congo                                                 | AFDCO            | 2         |
| Alliance des libéraux progressistes                                                           | ALIPO            | 2         |
| Alliance des nationalistes congolais                                                          | ANC              | 46        |
| Alliance des nationalistes croyants congolais                                                 | ANCC             | 44        |
| Alliance des paysans et écologistes                                                           | APE              | 6         |
| Alliance des Sages pour le Développement                                                      | ASD              | 1         |
| Alliance Nationale des Démocrates pour la Reconstruction                                      | ANADER           | 6         |
| Alliance Nationale pour la République                                                         | ANR              | 21        |
| Alliance pour la démocratie africaine                                                         | ADA              | 2         |
| Alliance pour le renouveau au Congo                                                           | ARC              | 11        |
| Camp de la Patrie                                                                             |                  | 162       |
| Centre démocratique pour le progrès                                                           | CDP              | 1         |
| Chrétiens Démocrates                                                                          | CD               | 2         |
| Coalition des démocrates congolais                                                            | CODECO           | 169       |
| Coalition Politique des Chrétiens                                                             | CPC              | 40        |
| Confédération des Peuples Redoutables en Action                                               | CPRA             | 6         |
| Congrès africain des démocrates                                                               | CAD              | 86        |
| Congrès Libéral                                                                               | CL               | 2         |
| Congrès Lokole                                                                                | COLO             | 11        |
| Conscience et Volonté du Peuple                                                               | CVP              | 9         |
| Convention chrétienne pour la démocratie                                                      | CCD              | 31        |
| Convention Démocrate pour le Développement                                                    | CDD              | 25        |
| Convention démocratique du peuple                                                             | CODEP            | 13        |
| Convention des Alliances Communautaires Africaines                                            | COACA            | 4         |
| Convention des Congolais unis                                                                 | CCU              | 115       |
| Convention des démocrates chrétiens                                                           | CDC              | 142       |
| Convention des Institutions Démocratiques et Sociales                                         | CIDES            | 34        |
| Convention du Peuple pour le Progrès et la Démocratie                                         | CPPD             | 48        |
| Convention Nationale d'Action Politique                                                       | CNAP             | 14        |
| Convention Nationale pour la République et le Progrès                                         | CNRP             | 36        |
| Convention pour la Démocratie et la République                                                | CDR              | 21        |
| Convention pour la Renaissance et le Progrès                                                  | CRP              | 1         |
| Convention pour la république et la démocratie                                                | CRD              | 54        |
| Convention pour la République, les Institutions et le Développement                           | CRID             | 9         |
| Débout Chrétiens et Croyants                                                                  | DCC              | 18        |
| Debout l'Afrique                                                                              | DAF              | 3         |
| Démocratie Chrétienne                                                                         | DC               | 197       |
| Démocratie chrétienne fédéraliste - Convention des fédéralistes pour la démocratie chrétienne | Dcf-Cofedec      | 4         |
| Droite Plurielle / RDC                                                                        | DP/RDC           | 16        |
| Dynamique des Patriotes Militants                                                             | DPM              | 17        |
| Dynamique pour le Développement National                                                      | DDN              | 1         |
| Entente Socialistes, Verts et Alliés                                                          | ESVA             | 34        |
| Force de la Relève Congolaise                                                                 | FRC              | 20        |
| Forces du Futur                                                                               | FF               | 2         |
| Forces du renouveau                                                                           |                  | 270       |
| Forces novatrices pour l'union et la solidarité                                               | FONUS            | 69        |
| Forces Politiques Nouvelles                                                                   | FPN              | 24        |
| Front Commun des Nationalistes / Mme Tumba                                                    | "FCN/Mme Tumba"  | 7         |
| Front Commun des Nationalistes / Me Kamanda                                                   | "FCN/Me Kamanda" | 39        |
| Front de Libération Nationale du Congo                                                        | FLNC             | 2         |
| Front démocratique pour le progrès                                                            | FDP              | 34        |
| Front des démocrates congolais                                                                | FRODECO          | 4         |
| Front des Patriotes Congolais, Parti du Travail                                               | FDP-PT           | 31        |
| Front des Sociaux Démocrates pour le Développement                                            | FSDD             | 9         |
| Front National pour la Démocratie et la Concorde                                              | FNDC             | 7         |
| Front pour l'Intégration Sociale                                                              | FIS              | 57        |
| Front Social des Indépendants Républicains                                                    | FSIR             | 116       |
| Gardien de la Nation pendant l'Oppression                                                     | GNPO             | 22        |
| Générations Républicaines                                                                     | GR               | 7         |
| Indépendants                                                                                  |                  | 702       |
| Ligue des Démocrates Chrétiens                                                                | LDC              | 14        |
| Ligue du Peuple                                                                               |                  | 15        |
| Ligue pour la qualité de la Vie                                                               | LV               | 4         |
| Mouvement Chrétien Congolais                                                                  | MCC              | 20        |
| Mouvement Congolais pour la Renaissance                                                       | MCR              | 2         |
| Mouvement de Libération du 17 Mai                                                             | ML17             | 21        |
| Mouvement de Libération du Congo                                                              | MLC              | 391       |
| Mouvement Démocrate Chrétien                                                                  | MDC              | 40        |
| Mouvement des démocrates                                                                      | MD               | 3         |
| Mouvement de Solidarité pour la Démocratie et le Développement                                | MSDD             | 10        |
| Mouvement de Solidarité pour le Développement                                                 | MSD              | 1         |
| Mouvement des patriotes congolais                                                             | MPC              | 1         |
| Mouvement des Patriotes pour la Démocratie                                                    | MPD              | 1         |
| Mouvement des Volontaires pour le Développement                                               | MVD              | 2         |
| Mouvement du 17 Mai / KIKUKAMA                                                                | M17/KIKUKAMA     | 32        |
| Mouvement du 17 Mai / LUANGHY                                                                 | M17/LUANGHY      | 20        |
| Mouvement du peuple congolais pour la république                                              | MPCR             | 1         |
| Mouvement du peuple pour la démocratie directe                                                | MPDD             | 7         |
| Mouvement indépendant pour le renouveau                                                       | MIRE             | 5         |
| Mouvement Lumumbiste                                                                          | MLP              | 7         |
| Mouvement Maï-Maï                                                                             | MMM              | 17        |
| Mouvement national congolais-Lumumba                                                          | MNCL             | 50        |
| Mouvement Nationaliste Démocrate                                                              | MND              | 7         |
| Mouvement National pour le Progrès Social                                                     | MNPS             | 1         |
| Mouvement populaire de la Révolution                                                          | MPR              | 11        |
| Mouvement populaire de la révolution/Fait privé                                               | "MPR Fait Privé" | 105       |
| Mouvement pour la Démocratie et le Développement                                              | MDD              | 32        |
| Mouvement pour la Libération des Consciences                                                  | MLCO             | 1         |
| Mouvement Social pour le Renouveau                                                            | MSR              | 322       |
| Mouvement Solidarité pour la Démocratie et le Développement                                   | MSDD             | 5         |
| Organisation Politique des Kasavubistes et Alliés                                             | OPEKA            | 73        |
| Parti Chrétien pour la Solidarité Africaine                                                   | PCSA             | 5         |
| Parti congolais pour la bonne gouvernance                                                     | PCBG             | 48        |
| Parti congolais pour le bien-être du peuple                                                   | PCB              | 61        |
| Parti congolais pour le progrès                                                               | PCP              | 4         |
| Parti de l'alliance nationale pour l'unité                                                    | PANU             | 174       |
| Parti de la Révolution du Peuple                                                              | PRP              | 57        |
| Parti de l'Unité Nationale                                                                    | PUNA             | 42        |
| Parti Démocrate Chrétien                                                                      | PDC              | 113       |
| Parti Démocrate et Social Chrétien                                                            | PDSC             | 86        |
| Parti démocrate libéral                                                                       | PADEL            | 3         |
| Parti Démocrate Travailliste Africain                                                         | PDTA             | 2         |
| Parti Démocratique au Congo                                                                   | PD               | 4         |
| Parti Démocratique et Social                                                                  | PADES            | 13        |
| Parti démocratique et socialiste congolais                                                    | PDSCO            | 4         |
| Parti Démocratique Fédéraliste                                                                | PDF              | 3         |
| Parti Démocratique Socialiste                                                                 | PDS              | 95        |
| Parti des conservateurs congolais                                                             | PCC              | 2         |
| Parti des Nationalistes pour le Développement Intégral                                        | PANADI           | 33        |
| Parti des Sociaux Démocrates                                                                  | PSD              | 1         |
| Parti des Vertus Républicaines                                                                | PVR              | 18        |
| Parti du Peuple pour la Reconstruction et la Démocratie                                       | PPRD             | 426       |
| Parti du Peuple pour le Progrès du Congo                                                      | PPPC             | 13        |
| Parti du Renouveau                                                                            | PAR              | 28        |
| Parti Libéral Démocrate Chrétien                                                              | PLDC             | 4         |
| Parti lumumbiste unifié                                                                       | PALU             | 184       |
| Parti National du Peuple                                                                      | PANAP            | 33        |
| Parti National pour la Démocratie et le Développement                                         | PND              | 7         |
| Parti pour la Liberté et le Progrès                                                           | PLP              | 5         |
| Parti pour la Liberté, la Démocratie et le Progrès                                            | PLDP             | 5         |
| Parti pour la Paix au Congo                                                                   | CONGO-PAX        | 15        |
| Parti pour la Renaissance du Congo                                                            | RECO             | 37        |
| Parti Réformateur pour le Congo                                                               | PRPC             | 7         |
| Parti socialiste                                                                              | PS               | 1         |
| Parti socialiste progressiste                                                                 | PSP              | 1         |
| Parti Travailliste Libéral                                                                    | PTL              | 29        |
| Patriotes Kabilistes                                                                          | PK               | 41        |
| Patriotes Résistants Maï-Maï                                                                  | PRM              | 91        |
| Rassemblement congolais pour la démocratie                                                    | RCD              | 365       |
| Rassemblement démocratique pour la république                                                 | RDR              | 50        |
| Rassemblement Démocratique pour le Salut de la République                                     | RDSR             | 2         |
| Rassemblement des Chrétiens pour le Congo                                                     | RCPC             | 15        |
| Rassemblement des Congolais démocrates                                                        | RCDN             | 121       |
| Rassemblement des Démocrates Fédéralistes                                                     | RADEF            | 4         |
| Rassemblement des Démocrates Libéraux                                                         | RDL              | 5         |
| Rassemblement des Démocrates Pour la république                                               | RDPR             | 13        |
| Rassemblement des Écologistes Congolais, les verts                                            | REC-LES VERTS    | 6         |
| Rassemblement des Forces Sociales et Fédéralistes                                             | RSF              | 108       |
| Rassemblement des indépendants                                                                | RI               | 1         |
| Rassemblement des Peuples pour leur Promotion                                                 | RPP              | 2         |
| Rassemblement du peuple congolais                                                             | RPC              | 20        |
| Rassemblement du Peuple pour la Démocratie et le Renouveau                                    | RPDR             | 10        |
| Rassemblement pour la Démocratie et le Progrès Intégral                                       | RADEPI           | 14        |
| Rassemblement pour le Développement Économique et Social                                      | RADESO           | 8         |
| Rassemblement pour le Développement Intégral et Fédéral                                       | RADIF            | 35        |
| Rassemblement pour une nouvelle société                                                       | RNS              | 39        |
| Regroupement des Écologistes du Congo Démocratique                                            | RECOD            | 2         |
| Renaissance Plate-forme électorale                                                            | RP               | 143       |
| Renouveau pour le Développement et la Démocratie                                              | R2D              | 85        |
| Réveil Chrétien                                                                               | RC               | 36        |
| Solidarité Démocratique                                                                       |                  | 4         |
| Solidarité des Forces Politiques Démocratique                                                 | SFPD             | 5         |
| Solidarité pour la Démocratie et le Progrès                                                   | SODEPRO          | 6         |
| Solidarité pour le Développement National                                                     | SODENA           | 8         |
| Union Chrétienne pour le Renouveau et la Justice                                              | UCRJ             | 20        |
| Union congolaise pour la liberté                                                              | UCL              | 3         |
| Union congolaise pour le changement                                                           | UCC              | 53        |
| Union Démocratique Africaine                                                                  | UDA              | 3         |
| Union Démocratique des Jeunes Nationalistes                                                   | UDJN             | 45        |
| Union Démocratique du Peuple Libre                                                            | UDPL             | 2         |
| Union Démocratique Travailliste                                                               | UDT              | 1         |
| Union des Démocrates et Humanistes Chrétiens                                                  | UDHC             | 53        |
| Union des Démocrates et Sociaux Chrétiens                                                     | UDSC             | 20        |
| Union des Démocrates Libéraux                                                                 | UDL              | 1         |
| Union des démocrates mobutistes                                                               | UDEMO            | 148       |
| Union des Démocrates pour la Reconstruction et le Développement                               | UDRD             | 26        |
| Union des Démocrates Socialistes                                                              | UDS              | 8         |
| Union des Écologistes pour la Démocratie et le Développement                                  | UED-VERCO        | 11        |
| Union des Forces du Progrès                                                                   | UFP              | 1         |
| Union des Libéraux Acquis au Changement                                                       | UNILAC           | 6         |
| Union des Libéraux Démocrates Chrétiens                                                       | ULDC             | 55        |
| Union des Libéraux pour la Démocratie                                                         | ULD              | 13        |
| Union des Nationalistes Fédéralistes du Congo                                                 | UNAFEC           | 60        |
| Union des Patriotes Nationalistes Congolais                                                   | UPNAC            | 16        |
| Union des Républicains Chrétiens                                                              | URC              | 5         |
| Union des Républicains et Libéraux                                                            | URL              | 4         |
| Union du Peuple Congolais                                                                     | UPCO             | 1         |
| Union du Peuple pour la Paix et l'Agape                                                       | UPPA             | 94        |
| Union du Peuple pour la République et le Développement Intégral                               | UPRDI            | 66        |
| Union du Peuple pour le Développement                                                         | UPD              | 5         |
| Union Nationale des Démocrates Chrétiens                                                      | UNADEC           | 45        |
| Union Nationale des Démocrates Fédéralistes                                                   | UNADEF           | 29        |
| Union Nationale des Nationalistes                                                             | UNANA            | 44        |
| Union pour la Cohabitation des Peuples                                                        | UCP              | 11        |
| Union pour la défense de la République                                                        | UDR              | 66        |
| Union pour la démocratie et le progrès social                                                 | UDPS             | 13        |
| Union pour la Démocratie et le Progrès Social/Ngoy Moukendy                                   |                  | 45        |
| Union pour la Majorité Républicaine                                                           | UMR              | 19        |
| Union pour la République                                                                      | UNIR             | 7         |
| Union pour le Changement et le Développement Intégral                                         | UDECI            | 33        |
| Union pour le Renouveau Républicain                                                           | URR              | 3         |
| Union Socialiste Congolaise                                                                   | USC              | 33        |
| Union socialiste libérale                                                                     | USL              | 42        |
| Union Sociétaire pour le Développement Intégral                                               | USDI             | 58        |
| UREC et Alliés                                                                                | UA               | 180       |

## Résultats
L'assemblée élue est extrêmement fragmentée. Le président Joseph Kabila parvient néanmoins à réunir lors de la campagne une Alliance pour une Majorité présidentielle (AMP) autour de son Parti du peuple pour la reconstruction et la démocratie (PPRD). Au lendemain des élections, l'AMP réunie ainsi 290 sièges sur 500, lui assurant la majorité absolue à la chambre basse.
|       | Parti du peuple pour la reconstruction et la démocratie (PPRD)                                     | 111 | 22,2 |  |  |  |
|       | Mouvement de libération du Congo (MLC)                                                             | 64  | 12,8 |  |  |  |
|       | Parti lumumbiste unifié (PALU)                                                                     | 34  | 6,8  |  |  |  |
|       | Mouvement social pour le renouveau (MSR)                                                           | 27  | 5,4  |  |  |  |
|       | Forces du renouveau (FR)                                                                           | 26  | 5,2  |  |  |  |
|       | Rassemblement congolais pour la démocratie (RCD)                                                   | 15  | 3,0  |  |  |  |
|       | Coalition des démocrates congolais (CODECO)                                                        | 10  | 2,0  |  |  |  |
|       | Convention des démocrates chrétiens (CDC)                                                          | 10  | 2,0  |  |  |  |
|       | Union des démocrates mobutistes (UDEMO)                                                            | 9   | 1,8  |  |  |  |
|       | Camp de la patrie                                                                                  | 8   | 1,6  |  |  |  |
|       | Démocratie chrétienne fédéraliste-Convention des fédéralistes pour la démocratie (DCF-COFEDEC)     | 8   | 1,6  |  |  |  |
|       | Parti démocrate-chrétien (PDC)                                                                     | 8   | 1,6  |  |  |  |
|       | Union des nationalistes fédéralistes du Congo (UNAFEC)                                             | 7   | 1,4  |  |  |  |
|       | Alliance congolaise des démocrates chrétiens (ACDC)                                                | 4   | 0,8  |  |  |  |
|       | Alliance des Démocrates Congolais (ADECO)                                                          | 4   | 0,8  |  |  |  |
|       | Convention des Congolais unis (CCU)                                                                | 4   | 0,8  |  |  |  |
|       | Patriotes résistants Maï-Maï (PRM)                                                                 | 4   | 0,8  |  |  |  |
|       | Rassemblement des Congolais démocrates et nationalistes (RCDN)                                     | 4   | 0,8  |  |  |  |
|       | Union du peuple pour la république et le développement intégral (UPRDI)                            | 4   | 0,8  |  |  |  |
|       | Alliance des bâtisseurs du Kongo (ABAKO)                                                           | 3   | 0,6  |  |  |  |
|       | Convention démocrate pour le développement (CDD)                                                   | 3   | 0,6  |  |  |  |
|       | Convention pour la république et la démocratie (CRD)                                               | 3   | 0,6  |  |  |  |
|       | Parti de l'alliance nationale pour l'unité (PANU)                                                  | 3   | 0,6  |  |  |  |
|       | Parti des nationalistes pour le développement intégral (PANADI)                                    | 3   | 0,6  |  |  |  |
|       | Union des patriotes congolais (UPC)                                                                | 3   | 0,6  |  |  |  |
|       | Union nationale des démocrates fédéralistes (UNADEF)                                               | 3   | 0,6  |  |  |  |
|       | Alliance des Nationalistes Croyants Congolais (ANCC)                                               | 2   | 0,4  |  |  |  |
|       | Alliance pour le renouveau du Congo (ARC)                                                          | 2   | 0,4  |  |  |  |
|       | Forces novatrices pour l'union et la solidarité (FONUS)                                            | 2   | 0,4  |  |  |  |
|       | Mouvement pour la démocratie et le développement (MDD)                                             | 2   | 0,4  |  |  |  |
|       | Parti congolais pour la bonne gouvernance (PCBG)                                                   | 2   | 0,4  |  |  |  |
|       | Parti de la révolution du peuple (PRP)                                                             | 2   | 0,4  |  |  |  |
|       | Parti démocrate et social chrétien (PDSC)                                                          | 2   | 0,4  |  |  |  |
|       | Rassemblement des forces sociales et fédéralistes (RSF)                                            | 2   | 0,4  |  |  |  |
|       | Renaissance plate-forme électorale (RENAISSANCE-PE)                                                | 2   | 0,4  |  |  |  |
|       | Solidarité pour le développement national (SODENA)                                                 | 2   | 0,4  |  |  |  |
|       | Union pour la majorité républicaine (UMR)                                                          | 2   | 0,4  |  |  |  |
|       | Union nationale des démocrates chrétiens (UNADEC)                                                  | 2   | 0,4  |  |  |  |
|       | Action de rassemblement pour la reconstruction et l'édification nationales (ARREN)                 | 1   | 0,2  |  |  |  |
|       | Alliance des nationalistes congolais/Plate forme (ANC/PF)                                          | 1   | 0,2  |  |  |  |
|       | Conscience et volonté du peuple (CVP)                                                              | 1   | 0,2  |  |  |  |
|       | Convention chrétienne pour la démocratie (CCD)                                                     | 1   | 0,2  |  |  |  |
|       | Convention nationale d'action politique (CNAP)                                                     | 1   | 0,2  |  |  |  |
|       | Convention nationale pour la république et le progrès (CNRP)                                       | 1   | 0,2  |  |  |  |
|       | Démocratie chrétienne (DC)                                                                         | 1   | 0,2  |  |  |  |
|       | Front des démocrates congolais (FRODECO)                                                           | 1   | 0,2  |  |  |  |
|       | Front pour l'intégration sociale (FIS)                                                             | 1   | 0,2  |  |  |  |
|       | Front social des indépendants républicains (FSIR)                                                  | 1   | 0,2  |  |  |  |
|       | Front des sociaux démocrates pour le développement (FSDD)                                          | 1   | 0,2  |  |  |  |
|       | Générations républicaines (GR)                                                                     | 1   | 0,2  |  |  |  |
|       | Mouvement d'action pour la résurrection du Congo, Parti du travail et de la fraternité (MARC-PTF)  | 1   | 0,2  |  |  |  |
|       | Mouvement d'autodéfense pour l'intégrité et le maintien de l'autorité indépendante (MAI-MAI MOUVE) | 1   | 0,2  |  |  |  |
|       | Mouvement du peuple congolais pour la république (MPCR)                                            | 1   | 0,2  |  |  |  |
|       | Mouvement populaire de la révolution (MPR)                                                         | 1   | 0,2  |  |  |  |
|       | Mouvement solidarité pour la démocratie et le développement (MSDD)                                 | 1   | 0,2  |  |  |  |
|       | Mouvement Maï-Maï (MMM)                                                                            | 1   | 0,2  |  |  |  |
|       | Organisation politique des kasavubistes et alliés (OPEKA)                                          | 1   | 0,2  |  |  |  |
|       | Parti congolais pour le bien-être du peuple (PCB)                                                  | 1   | 0,2  |  |  |  |
|       | Parti de l'unité nationale (PUNA)                                                                  | 1   | 0,2  |  |  |  |
|       | Parti national du peuple (PANAP)                                                                   | 1   | 0,2  |  |  |  |
|       | Rassemblement des chrétiens pour le Congo (RCPC)                                                   | 1   | 0,2  |  |  |  |
|       | Rassemblement des écologistes congolais, les verts (REC-LES VERTS)                                 | 1   | 0,2  |  |  |  |
|       | Rassemblement pour le développement économique et social (RADESO)                                  | 1   | 0,2  |  |  |  |
|       | Union congolaise pour le changement (UCC)                                                          | 1   | 0,2  |  |  |  |
|       | Union des libéraux démocrates chrétiens (ULDC)                                                     | 1   | 0,2  |  |  |  |
|       | Union des patriotes nationalistes congolais (UPNAC)                                                | 1   | 0,2  |  |  |  |
|       | Union pour la défense de la République (UDR)                                                       | 1   | 0,2  |  |  |  |
|       | Indépendants                                                                                       | 63  | 12,6 |  |  |  |
|       | Non alloués                                                                                        | 2   | 0,4  |  |  |  |
|       | |     |      |  |  |  |
| Total | Total                                                                                              | 500 | 100  |  |  |  |

|                           | Voix       | %     |
| ------------------------- | ---------- | ----- |
| Suffrages exprimés        | 16 874 449 | 94,44 |
| Votes blancs et invalides | 994 131    | 5,56  |
| Total                     | 17 868 580 | 100   |
| Abstentions               | 7 551 619  | 29,71 |
| Inscrits / participation  | 25 420 199 | 70,29 |